# Джон Ламбърт
Джон Ламбърт (на английски: John Lambert) е английски генерал.
В началото на Гражданската война в Англия Ламърт застава на страната на Парламента. Той помага на Оливър Кромуел да покори вярната на Стюартите Шотландия (1648-1651). Спомага и за издигането на Оливър Кромуел на длъжността лорд-протектор, но когато Парламентът предлага на Кроемуел короната, Ламбърт силно възразява.
След смъртта на Кромуел синът му Ричард Кромуел управлява, опирайки се на Парламента, вместо на армията, и Ламбърт повежда войската срещу него. След отстраняването на Ричард Кромуел (1659), Парламентът назначава Ламбърт за втори командващ армията. През 1660 г. той прави нов опит за въстание, но то е неуспешно. След Реставрацията е обвинен в държавна измяна, но е помилван от новия крал Чарлз II.